# Кристоф II фон дер Шуленбург
Кристоф II фон дер Шуленбург (на немски: Christoph II Graf von der Schulenburg; † ок. 1537) е граф от „Бялата линия“ на благородническия род фон дер Шуленбург.

## Произход
Той е син на рицар Бусо II фон дер Шуленбург († сл. 1502/сл. 1508) и съпругата му Катарина фон Айхщет?. Внук е рицар Бусо I фон дер Шуленбург († 1475/1477) и втората му съпруга Армгард Елизабет фон Алвенслебен. Правнук е на рицар Фриц I фон дер Шуленбург († сл. 1415). Брат е на Ханс VIII фон дер Шуленбург († 1558/1568), Матиас II (* пр. 1536), Бусо IV († сл. 1536), Албрехт († 1492), Армгард († 1551) и на Катарина († сл. 1577). Роднина е на Кристоф фон дер Шуленбург (1513 – 1580), последният католически епископ на Ратцебург (1550 – 1554).

## Фамилия
Кристоф II фон дер Шуленбург се жени за Клара фон Ранцау († 1593). Те имат пет деца:
- Доротея фон дер Шуленбург († 1530)
- Катарина фон дер Шуленбург (* пр. 1532), омъжена за Дитрих фон Рор
- Бусо фон дер Шуленбург († сл. 1534), женен за Маргарета фон Путлиц
- Антон II фон дер Шуленбург (1535 – 1593), женен за графиня Рикса фон дер Шуленбург († 1593), внучка на граф Йоахим I фон дер Шуленбург († 1549), дъщеря на Ханс VII фон дер Шуленбург († сл. 1555) и Анна фон Пенц; имат 14 деца
- Маргарета фон дер Шуленбург, омъжена за Георг фон дер Кнезебек